# Метт Мулленвіґ
Метью Чарльз «Метт» Мулленвіґ (Matthew Charles «Matt» Mullenweg; нар. 11 січня 1984, Г'юстон, Техас) — американський програміст та підприємець; творець і основний розробник WordPress, популярної системи керування вмістом сайтів (укр. СКВ; англ. CMS).
Метт Мулленвіґ — власник компанії-розробника програмного забезпечення «Automattic» та некомерційної організації «WordPress Foundation», член ради директорів видання «Grist», автор багатьох лекцій на міжнародних конференціях. Підтримує декілька веборганізацій та проектів: Архів інтернету, Фонд вільного програмного забезпечення, «Electronic Frontier Foundation», «Long Now Foundation», «Innocence Project», «Akismet».

## Життєпис

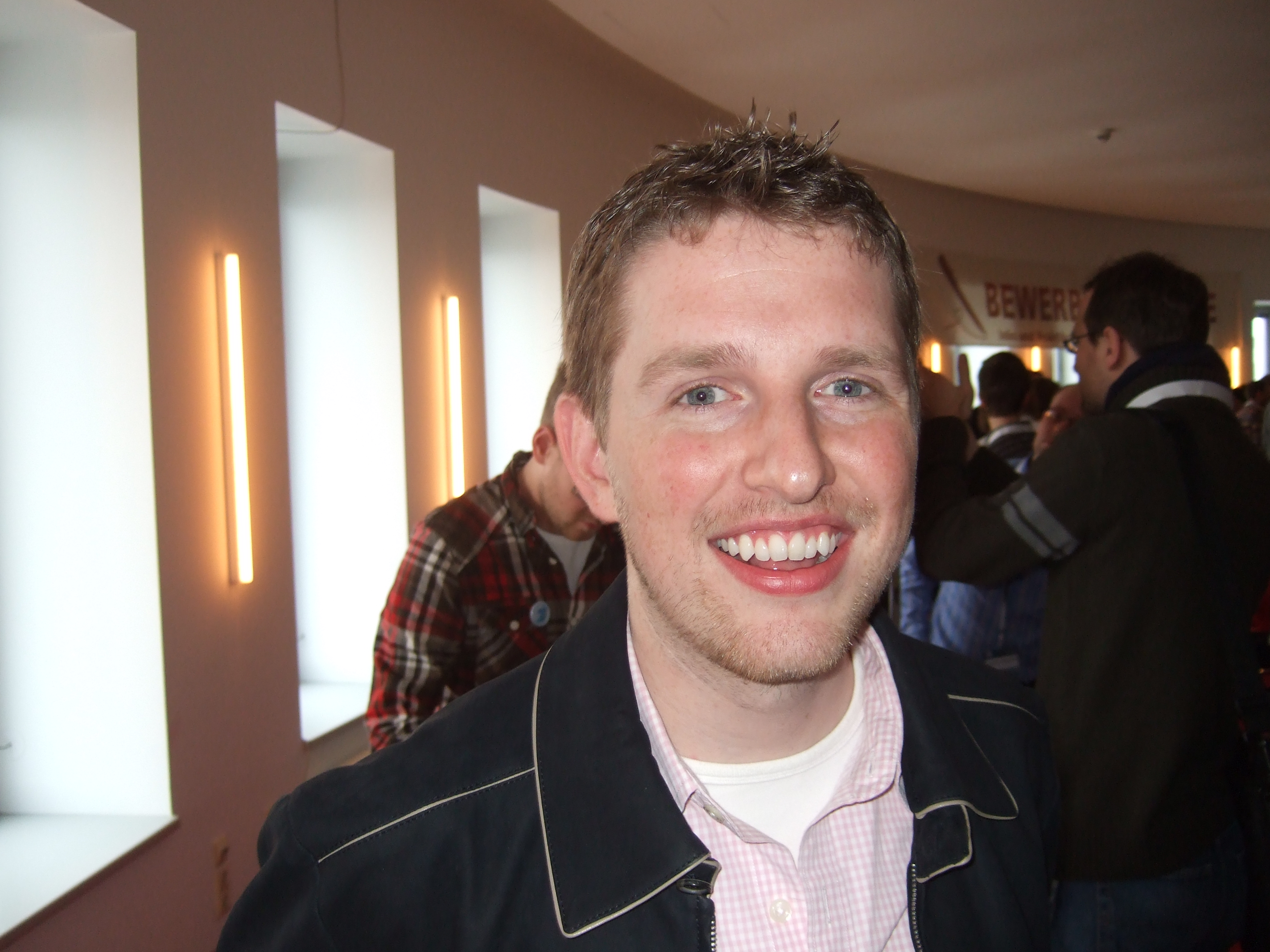
Мулленвіґ на WordCamp Germany 2009

Метью (Метт) Мулленвіґ народився 11 січня 1984 року в Х'юстоні, штат Техас, в родині Луїса (1947—2016) та Кетлін Мулленвіґ.
Вивчав джаз та саксофон у Вищий школі прикладних і образотворчих мистецтв (передмістя Х'юстона, Монтроуз) та політологію в університеті Х'юстона (2002—2004 рр.).
Першу сторінку в Інтернеті створив у 1996 році. На початку 2002 року, під час навчання на першому курсі Х'юстонського університету, започаткував блоґ photomatt.net (тепер — ma.tt) на базі програмного забезпечення b2/cafelog, створеного Майлом Літтлом із Великої Британії.
У січні 2003 року оголосив про припинення розвитку b2 та розпочату роботу над власною платформою, що відповідатиме найсучаснішим стандартам. Нова система керування контентом (CMS) була заснована на базі b2 та розроблялася за безпосередньою участю її автора Майла Літтла.
На початку 2004 року з'явився сервіс Friends Network — пошук зв'язків між користувачами, результат розробки мікроформата XHTML у співпраці із американським програмістом Еріком Маєром (Eric Meyer) та турком Тантеком Челіком (Tantek Çelik). Для співпраці трійка заснувала компанію «Global Multimedia Protocols Group».
Наступною розробкою (квітень 2004) став інструмент Ping-O-Matic, розроблений разом із Дуґалом Кембелом (англ. Dougal Campbell). Він розсилав пошуковим системам повідомлення про зміни в блоґах. Тоді ж Метт Мулленвіґ кинув навчання в Х'юстонському університеті, переїхав до Сан-Франциско, та зосередився на блоґ-платформах, працюючи в компанії CNET.
Уже наступного місяця головний конкурент і недавній майже монополіст «Movable Type» значно знизив ціни на свої послуги. У грудні 2004 року Метью анонсував свою платформу bbPress.
За пару місяців, у лютому 2005 року, представлений WordPress 1.5 Strayhorn, який за досить короткий час завантажили понад 900 тисяч разів.
Система керування вмістом, розроблена Меттом Мулленвіґом опинилася в потрібному місці в потрібний час — «WordPress» моментально здобув свою популярність, і в серпні 2005 року Мулленвіґ створив власну компанію Automattic для розвитку своїх проектів. У жовтні він залишив CNET та зосередився на WordPress і новому проекті спам-захисту, фільтрі Akismet. До кінця 2005 року до компанії Automattic перейшли провідні розробники WordPress.
Від початку Метт Мулленвіґ відмовився від комерційної CMS, тому одразу відхилив усі венчурні пропозиції з придбання WordPress, які з'явилися після першого успіху нової платформи для блоґів. У січні 2006 року Мулленвіґ знайшов одночасно і багатія, що розділяв його філософію і переконання, і генерального директора Automattic — на цю посаду був запрошений  творець сервісу Oddpost Тоні Шнейдера (англ. Toni Schneider), який щойно продав свою розробку інтернет-гіганту «Yahoo!» за $29 млн.
Наступного року Automattic отримала значні інвестиції від кількох значних компаній: Polaris Ventures, True Ventures, Radar Partners та інші. Ще за рік, на початку 2008-го, інвестиції вже сягали десятків мільйонів доларів.
2008 рік став роком медійної популярності та визнання заслуг творців безплатної платформи для ведення блоґів. Відвідуваність сайта wordpress.com перевищила 3 млн переглядів на день, він посів 31 місце в рейтингу Alexa. У липні портрет Мулленвіґа з’явився на обкладинці журналу «Лінукс Джорнел» та «Сан-Франциско Кронікл», у вересні ім'я Метта було вказане часописом «Інк.» серед 30 провідних підприємців, а журнал «Бізнесвік» помістив його у рейтинг топ-25 найвпливовіших молодих людей Інтернету. На початку 2009 року сервіс блоґів WordPress перевищив показники росту аналогічного сервісу компанії «Google».
Цікаво, що офіційно директором Automattic Метью Мулленвіґ став лише від січня 2014 року, після переходу Тоні Шнейдера на інші проєкти компанії. Серед сучасних розробок Automattic для блоґів — сервіси Akismet, Gravatar, VaultPress, IntenseDebate, Polldaddy та багато інших.